# Mercado de Albert Cuyp

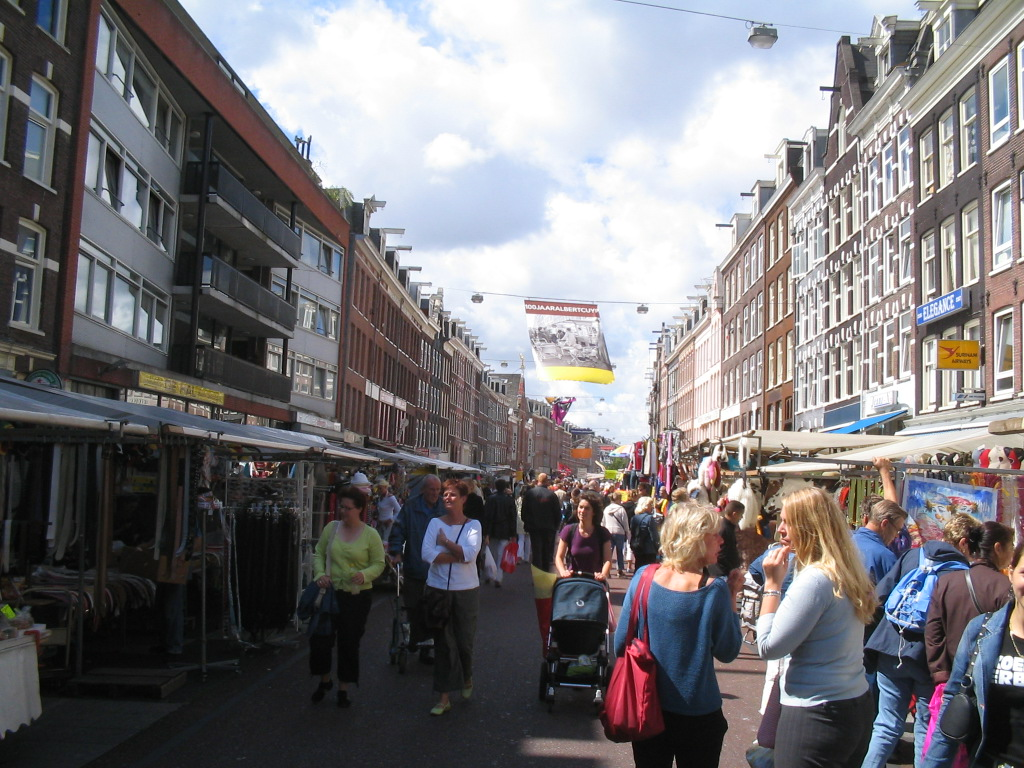
Una imagen del mercado de Albert Cuyp.

El Mercado de Albert Cuyp es un mercado callejero ubicado en Ámsterdam en el Albert Cuypstraat entre Fredinand Bolstraat y Van Woustraat, en el área De Pijp del distrito "Oud-Zuid" en la ciudad. La calle y el mercado se nombran en honor de Albert Cuyp, un pintor holandés del siglo XVII. 

## Historia
El mercado empezó siendo una colección de diversos vendedores callejeros y de vendedores provisionales. A comienzos del siglo XX empezó a ser tan caótica la evolución del mercado que en 1905 el gobierno de la ciudad decidió actuar regulando su actividad, al comienzo sólo pasó a ser un mercado de los sábados por la tarde. En el año 1912, el mercado se hizo popular por ser un mercado diario abierto 6 días a la semana. Originalmente la calle era accesible mientras se producían las actividades de mercadería, pero al poco tiempo se cerró al tráfico durante las horas del mercado.

## Características
Los productos que se suelen vender en sus tiendas callejeras van desde los alimentos básicos como pueden ser las verduras, frutas y pescado, como vestidos e incluso cámaras. La venta de productos para muchos de los habitantes residentes de otros países hace del mercado un lugar para observar otras culturas y países, como puede ser Antillas, Turquía y Marruecos. Los horarios de apertura rondan desde las 9:00 hasta las 18:00 horas con unos 250 puestos. 
Es uno de los mercados callejeros más grandes de Europa. Es por esta razón por la que se considera una importante atracción turística en Ámsterdam. Se puede encontrar el famoso Stroopwafel holandés, elaborado de forma fresca delante de los clientes.

## Cercanías
Existen además numerosos restaurantes étnicos y bares en los alrededores del mercado. Es un área donde se puede encontrar buena comida y de gran diversidad.